# Liste des Trésors nationaux du Japon (autres écrits)
Pour les articles homonymes, voir Liste des Trésors nationaux du Japon.

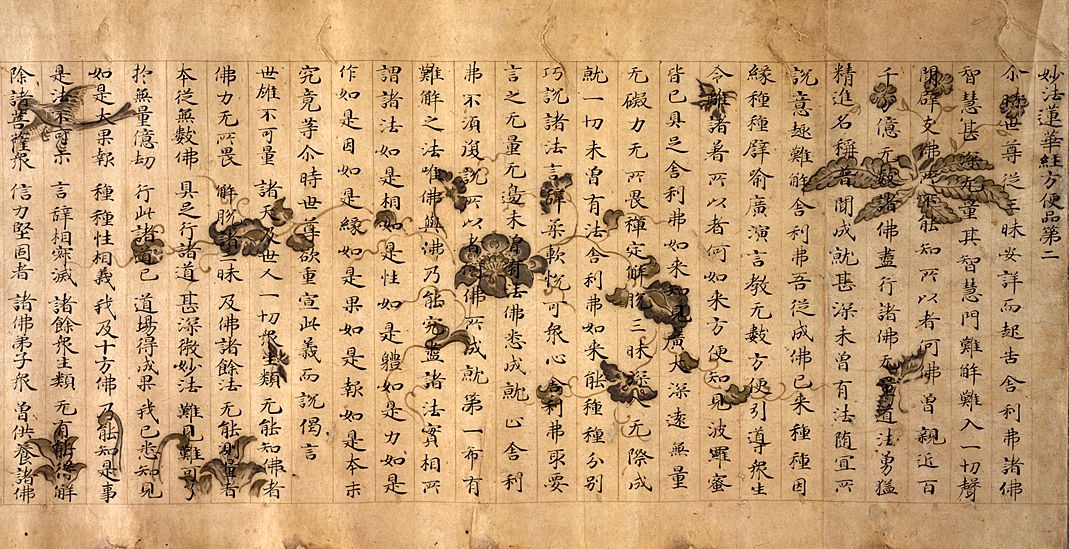
Une partie du sūtra Chikubushima écrit sur du papier décoré de dessins de plantes et d'animaux

Le terme « Trésor national » est utilisé depuis 1897 pour désigner les biens culturels importants du Japon,,
bien que la définition et les critères ont changé depuis. Les documents inscrits sur la liste adhérent à la définition actuelle et ont été désignés « Trésors nationaux » conformément à la Loi sur la protection des biens culturels, entrée en vigueur le 9 juin 1951. Les items sont sélectionnés par le ministère de l'Éducation, de la Culture, des Sports, des Sciences et de la Technologie sur le fondement de leur « valeur artistique ou historique particulièrement élevée »,.
La liste présente 99 entrées depuis la dynastie Wei de l'Ouest jusqu'à l'époque d'Edo, la plupart remontant à la période classique du Japon et du milieu de la période de la Chine impériale, du VIIe siècle au XIVe siècle. Le nombre total d'items est cependant plus élevé car des groupes d'éléments associés ont été joints en entrées uniques.
La liste contient différents types de documents écrits tels que des copies de sūtra, des commentaires et des enseignements bouddhistes, de la poésie et des lettres. Certains des objets désignés proviennent de Chine et ont été importés au moment où l'écriture a été introduite au Japon. Les éléments de cette liste ont été principalement réalisée avec un pinceau sur des rouleaux de manuscrits, moyen privilégié jusqu'à l'avènement de l'impression et de la publication commerciale au XVIIe siècle. Dans de nombreux cas, les manuscrits sont de remarquables exemples de calligraphie. Ils sont conservés dans des temples, des musées, des bibliothèques ou des archives, des sanctuaires, des universités et dans des collections privées. Les écrits de cette liste représentent environ la moitié des 223 trésors nationaux dans la catégorie « écrits ». Ils sont complétés par 68 livres japonais de la liste des Trésors nationaux du Japon (écrits : livres japonais) et 56 livres chinois de la liste des Trésors nationaux du Japon (écrits : livres chinois)

## Statistiques

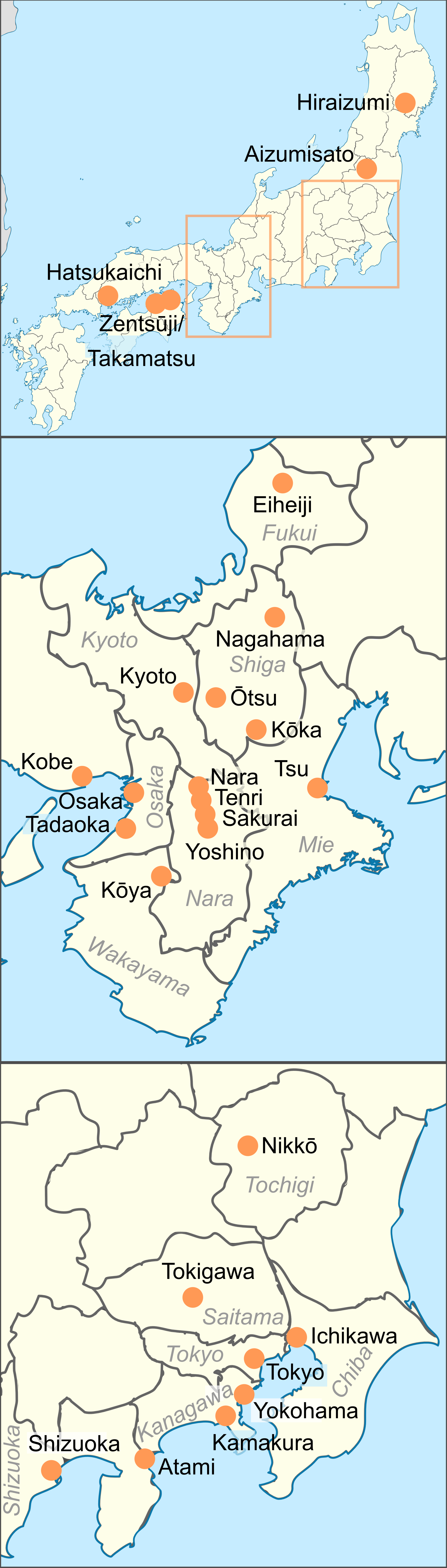
Carte montrant l'emplacement des écrits « trésors nationaux du Japon » qui ne sont pas des livres

| Préfecture | Ville       | Trésors nationaux |
| ---------- | ----------- | ----------------- |
| Chiba      | Ichikawa    | 2                 |
| Fukui      | Eiheiji     | 1                 |
| Fukushima  | Aizumisato  | 1                 |
| Hiroshima  | Hatsukaichi | 1                 |
| Hyōgo      | Kobe        | 2                 |
| Iwate      | Hiraizumi   | 1                 |
| Kagawa     | Takamatsu   | 1                 |
| Kagawa     | Zentsūji    | 1                 |
| Kanagawa   | Kamakura    | 3                 |
| Kyoto      | Kyoto       | 31                |
| Mie        | Tsu         | 2                 |
| Nara       | Nara        | 6                 |
| Nara       | Sakurai     | 1                 |
| Nara       | Tenri       | 1                 |
| Osaka      | Osaka       | 1                 |
| Osaka      | Tadaoka     | 3                 |
| Saitama    | Tokigawa    | 1                 |
| Shiga      | Kōka        | 2                 |
| Shiga      | Nagahama    | 1                 |
| Shiga      | Ōtsu        | 3                 |
| Shizuoka   | Atami       | 1                 |
| Shizuoka   | Shizuoka    | 1                 |
| Tochigi    | Nikkō       | 1                 |
| Tokyo      | Tokyo       | 24                |
| Wakayama   | Kōya        | 7                 |

| Période                   | Trésors nationaux |
| ------------------------- | ----------------- |
| Dynastie Wei de l'Ouest   | 1                 |
| Période Asuka             | 2                 |
| Dynastie Tang             | 6                 |
| Époque de Nara            | 22                |
| Époque de Heian           | 28                |
| Dynastie des Song du Nord | 1                 |
| Dynastie des Song du Sud  | 14                |
| Époque de Kamakura        | 14                |
| Dynastie Yuan             | 5                 |
| Époque Nanboku-chō        | 6                 |

## Lecture du tableau
Le tableau suivant donne un aperçu de ce qui est inclus dans la liste et comment sont classées les œuvres.
- Nom : le nom tel qu'il est enregistré dans la base de données des Biens culturels nationaux[4].
- Auteurs : non du, ou des auteur(s).
- Remarques : informations sur le type de document et son contenu.
- Date : période et année; l'entrée de la colonne trie par année. Si seule une période est connue, elle trie par l'année de début de cette période.
- Format : type principal, technique et dimensions; les entrées de colonnes classent par type principal : « rouleau » (comprend les rouleaux à main et les lettres), « livres » (comprend les albums, les livres ordinaires reliés et les livres reliés par fukuro-toji)[nb 2] et « autres » (comprend rouleaux suspendus).
- Emplacement actuel : « temple/musée/nom de sanctuaire, nom de ville, nom de préfecture ». Les entrées de la colonne trient selon « nom de la préfecture, nom de la ville ».
- Image : image du manuscrit ou d'un document caractéristique d'un groupe de manuscrits.

(Cette liste est complète au 14 février 2011)

## Trésors

### Écrits bouddhistes

#### Sūtras
Le concept d'écriture arrive au Japon par le royaume coréen de Baekje sous la forme de livres classiques chinois et de sutras, probablement écrit sur papier et sous forme de rouleaux manuscrits (kansubon),,,. Cela se passe vraisemblablement au début du Ve siècle (vers 400), et certainement en conjonction avec l'introduction du Bouddhisme au VIe siècle,. La popularité croissante du Bouddhisme, fortement encouragé par le prince Shōtoku (574–622), à la fin du VIe siècle et au début du VIIe siècle est un des facteurs conduisant à une augmentation de l'importance de l'écriture. Le Bouddhisme requiert l'étude des sūtras en chinois. Pour satisfaire la demande croissante dont ils font l'objet, des manuscrits importés des dynasties Sui et Tang sont copiés, d'abord par les immigrants coréens et chinois, puis plus tard au milieu du VIIe siècle, par des scribes japonais,. Le Sangyō Gisho (« commentaires annotés des Trois Sūtra »), traditionnellement attribué au Prince Shōtoku, est le plus ancien texte japonais encore existant de quelque longueur que ce soit. En 673, l'ensemble du canon bouddhique a été systématiquement copié,. Il ne reste plus un seul sūtra antérieur à la fin du VIe siècle. Le plus ancien sūtra encore existant copié au Japon remonte à 686 et est désigné « trésor national »,. Au cours des VIIe et VIIIe siècles, la copie de textes bouddhiques, y compris les sūtras, est la principale activité d'écriture. Peu d’œuvres chinoises séculaires ou d'ouvrages japonais (qui sont rares) sont copiés. L’État fonde un « Bureau de Copie des Sūtras » (shakyōjo) avant 727 avec des calligraphes hautement spécialisés, des correcteurs et des polisseurs de métaux pour satisfaire la forte demande pour les textes bouddhistes,,,,.
La copie de sūtra ne sert pas seulement à la reproduction, mais permet aussi d'acquérir des vertus religieuses,, aussi presque tous les textes bouddhistes sont-ils copiés à la main au cours du VIIIe siècle en dépit de l'existence de l'impression.
Le pic de la copie de sūtras a lieu au cours de l'époque de Nara pendant laquelle le « Sūtra de la Grande Perfection de la Sagesse » (Daihannya) et le Sūtra du Lotus sont les sūtras les plus souvent copiés,,. La plupart des sūtras sont écrits à l'encre noire sur du papier teinté jaune pâle,. Cependant, certains sont réalisés à l'encre d'or ou d'argent sur indigo, violet ou autre papier coloré, en particulier ceux produits en 741 quand l'empereur Shomu décrète que les sūtras du Konkōmyō Saishōō écrits en lettres d'or seront répartis entre les temples provinciaux,,,. Beaucoup de copies de sūtras contiennent un colophon portant le nom du commanditaire, souvent quelqu'un de la classe dirigeante, et la raison de la copie, généralement liée à la santé ou au salut du peuple ou de l’État,.
Après la fermeture du shakyōjo à la fin du VIIIe siècle, la famille impériale et les principaux aristocrates continuent de parrainer la copie de sūtras. En raison d'une croyance renforcée dans les pouvoirs du Sūtra du Lotus, il existe plus de copies de l'époque de Heian de ce sūtra que de tous les autres sūtras réunis. À partir du début de l'époque de Heian, les styles deviennent fleuris et ornés de somptueuses décorations car les sūtras ne sont pas utilisés uniquement dans la récitation mais aussi dans une intention de dévouement et de sacrifice,,. Les copies de sūtras par dévotion sont plus souvent entreprises par l'initiateur que durant l'époque de Nara,. De nouvelles formes de décoration deviennent à la mode au début du XIe siècle, y compris en plaçant chaque caractère dans le contour d'un stūpa, sur un piédestal de lotus ou à côté de représentations de Bodhisattvas,. Les sūtras sont de plus en plus fournis avec frontispices à partir du XIe siècle. La calligraphie passe progressivement du style chinois à la calligraphie japonaise. La copie de sūtras se poursuit au cours de l'époque de Kamakura et des époques ultérieures, mais avec des qualités artistiques rarement comparables. Avec l'importation d'éditions imprimées de la dynastie Song au cours de l'époque de Kamakura, la copie manuscrite des écritures complètes disparaît et la copie des sūtras n'est plus pratiquée que pour son aspect dévotionnel,. Quarante-six sūtras ou ensembles de sūtras du VIe siècle (dynastie Wei de l'Ouest) au XIVe siècle (époque Nanboku-chō) sont désignés trésors nationaux. Certains des plus anciens items de cette liste sont originaires de Chine.
| Nom | Auteurs                                                                                             | Remarques | Date                                                          | Format | Emplacement actuel | Image                                                                                           |
| --- | --------------------------------------------------------------------------------------------------- | --- | ------------------------------------------------------------- | --- | --- | ----------------------------------------------------------------------------------------------- |
| Fragment du Sūtra du sage et du fou (賢愚経残巻, Kengukyō zankan), Yamato édition | Attribué à l'empereur Shōmu                                                                         | Chapitres 8 (« Vajra, la fille du roi Prasenajit »), 9 (« La richesse d'or »), 10 (« Les fleurs célestes »), 11 (« Les bijoux célestes ») et les dernières lignes du chapitre 48 (« Upagupta ») du Sūtra du sage et du fou, ou Sūtra du Karma du sage et du fou; au total, 262 lignes avec onze à quatorze caractères par ligne; aussi connu sous le nom Grand Shōmu (大聖武, ōshōmu) d'après l'empereur Shōmu; conservé à l'origine au Tōdai-ji dans la province de Yamato | Époque de Nara, VIIIe siècle                                  | Un rouleau manuel, encre sur papier, 25,7 × 696,9 cm | Musée national de Tokyo, Tokyo |                                                                                                 |
| Fragment du Sūtra du sage et du fou (賢愚経残巻, Kengukyō zankan) | Attribué à l'empereur Shōmu                                                                         | Volumes 1 (419 lignes), 2 (149 lignes), 3 (18 lignes); aussi connu sous le nom Grand Shōmu (大聖武, ōshōmu) d'après l'empereur Shōmu | Époque de Nara, VIIIe siècle                                  | Trois rouleaux manuels, encre sur papier | Maeda Ikutokukai, Tokyo |                                                                                                 |
| Fragment du Sūtra du sage et du fou (賢愚経残巻, Kengukyō zankan) | Attribué à l'empereur Shōmu                                                                         | Volumes 1 (461 lines), 2 (503 lines); également connu comme le Grand Shōmu (大聖武, ōshōmu) d'après l'empereur Shōmu; anciennement en possession du Kaidan-in, Tōdai-ji | Époque de Nara, VIIIe siècle                                  | Deux rouleaux manuels, encre sur papier, 27,5 × 1 200 cm | Musée des beaux-arts Hakutsuru, Kobe, Préfecture de Hyōgo |                                                                                                 |
| Sūtra du Lotus, chapitre sur les « moyens opportuns » (法華経方便品, Hokekyō hōbenbon) | Attribué à Minamoto Toshifusa (源俊房) par Shōkadō Shōjō (松花堂昭乗) dans un post-scriptum de 1625 | 28 lignes par page; également appelé Sūtra Chikubushima (竹生島経) car le rouleau est en possession du Hōgon-ji sur l'île Chikubu; papier décoré de dessins sous-jacents d'or et d'argent de papillons, d'oiseaux, de plantes en fleur, de fleurs imaginaires bouddhistes et de nuages, le chapitre introductif de la même œuvre, situé au Hōgon-ji, est désigné Trésor national                                                                                            | Époque de Heian, Xe siècle                                    | Un rouleau manuel, encre sur papier décoré, 29,6 × 528,5 cm | Musée national de Tokyo, Tokyo |                                                                                                 |
| Sūtra du Lotus en caractères minutes (細字法華経, saiji hokekyō), | Transcription de Li Yuanhui (李元恵, rigenkei)                                                      | 39 pages de 56 lignes réglées avec 32 caractères par ligne; également connu comme le Sūtra du Compagnon Honoré (御同朋経, godōbōkyō); transmis au Hōryū-ji | Dynastie Tang, 694                                            | Un rouleau manuel, encre sur papier; 25,7 × 2 150 cm | Musée national de Tokyo, Tokyo |                                                                                                 |
| Commentaire sur le Sūtra de Vimalakirti (浄名玄論, jōmyō genron) | Inconnu                                                                                             | Plus ancien texte existant utilisant le système japonais de datation; 20 à 40 caractères par ligne; à l'origine possession du Tōdai-ji | Période Asuka, 706                                            | Huit rouleaux manuels, encre sur papier, hauteur : 27,8-28,0 cm, longueur : 296,0-1 092,0 cm | Musée national de Kyoto, Kyoto |                                                                                                 |
| Fragment du sutra de l'incantation du bodhisattva Avalokiteśvara aux mille bras, aux mille yeux (千手千眼陀羅尼経残巻, senju sengen daranikyō zankan)                                                                                               | Genbō (玄昉)                                                                                        | Seule partie existante des mille exemplaires du Senju sengen daranikyō faits par Genbō; mentionné dans les « documents essentiels de Todai-ji » (東大寺要録, tōdaiji yōroku); total de 109 lignes; le début du rouleau est perdu | Époque de Nara, 741                                           | Un rouleau manuel, encre sur papier, 25,5 × 246,0 cm | Musée national de Kyoto, Kyoto |                                                                                                 |
| Sūtra de la lumière dorée des rois les plus victorieux (紫紙金字金光明最勝王経, shishikinji konkōmyō saishōōkyō), | Inconnu (bureau de copie des sūtras)                                                                | Un des sūtras vénérés dans les « temples pour la protection de l'État par la Lumière Dorée (des) Quatre Rois Célestes »; aurait été sanctuarisé dans la province de Bingo | Époque de Nara, VIIIe siècle, ère Tenpyō après 741            | Dix rouleaux manuels, lettres d'or sur papier violet,26,4 × 841,1 cm (vol. 1) | Musée national de Nara, Nara |                                                                                                 |
| Dhāraṇī du palais adamantin (金剛場陀羅尼経, Kongō Jōdaranikyō) | Transcription du prêtre Hōrin                                                                       | Plus ancien sūtra manuscrit du Japon | Période Asuka, 686                                            | Un rouleau manuel, encre sur papier | Agence pour les Affaires culturelles, Tokyo | Nine lines of text in Chinese script. · Four lines of text in Chinese script, broken by spaces. |
| Sūtra Konkōmyō Saishōō avec des lettres dorées (紫紙金字金光明最勝王経, shishikinji konkōmyō saishōōkyō) | Inconnu (bureau de copie des sūtras)                                                                | Un des sutras vénérés dans les « temples pour la protection de l’État par la Lumière Dorée (des) Quatre Rois Célestes » fondés par l'empereur Shōmu | Époque de Nara, VIIIe siècle                                  | Dix rouleaux manuels | Ryūkō-in (龍光院), Kōya, Préfecture de Wakayama |                                                                                                 |
| Sūtra Maha Vairocana (大毘盧遮那成仏神変加持経, Daibirushana jōbutsu jinpen kajikyō) | Inconnu                                                                                             | | Époque de Heian                                               | Sept rouleaux manuels, largeur : 27,6 cm, longueur : 56,0-1 386,1 cm | Saidai-ji, Nara |                                                                                                 |
| Sūtra de la grande perfection de la sagesse (大般若経, Daihannya-kyō) ou Sūtra Yakushi-ji (薬師寺経, Yakushiji-kyō) | Divers (une dizaine)                                                                                | Anciennement en possession du Yakushi-ji | Époque de Nara, VIIIe siècle                                  | 387 rouleaux manuels, encre sur papier, hauteur: 27,3 cm | Musée d'art Fujita, Osaka |                                                                                                 |
| Sūtra de la grande perfection de la sagesse (大般若経, Daihannya-kyō) | Inconnu                                                                                             | Fait à la demande du prince Nagaya en prière pour le défunt empereur Mommu | Époque de Nara, 712                                           | 27 livres reliés | Jōmyō-ji (常明寺), Kōka, Préfecture de Shiga |                                                                                                 |
| Sūtra de la grande perfection de la sagesse (大般若経, Daihannya-kyō) | Inconnu                                                                                             | Fait à la demande du prince Nagaya en prière pour le défunt empereur Mommu; plus ancien manuscrit existant du Sūtra de la grande perfection de la sagesse | Époque de Nara, 712                                           | 142 livres reliés | Taihei-ji (太平寺), Kōka, Préfecture de Shiga |                                                                                                 |
| Sūtra Konkōmyō Saishōō (金光明最勝王経, Konkōmyō Saishōōkyō) | Inconnu                                                                                             | | Époque de Nara, 762                                           | Dix rouleaux manuels, 32,4 × 803,0 cm | Saidai-ji, Nara |                                                                                                 |
| 根本百一羯磨 (Konpon hyakuichi konma) vol. 6 | Inconnu                                                                                             | Transcription d'une traduction chinoise de 703, 12–13 caractères par ligne | Époque de Nara, VIIIe siècle                                  | Un rouleau manuel, encre sur papier, 27,4 × 1 164,9 cm | Musée Nezu, Tokyo |                                                                                                 |
| Sūtra du sage et du fou (賢愚経, kengukyō) vol. 15 | Inconnu                                                                                             | 467 lignes | Époque de Nara, VIIIe siècle                                  | Un rouleau manuel, encre sur papier | Tōdai-ji, Nara |                                                                                                 |
| Sūtra du Lotus en grands charactères (大字法華経, daiji hokekyō) | Inconnu                                                                                             | Volume trois disparu | Époque de Nara, VIIIe siècle                                  | Sept rouleaux manuels, encre sur papier | Ryūkō-in (龍光院), Kōya, Préfecture de Wakayama |                                                                                                 |
| Sūtra Fukū Kenjaku Shinpen Shingon (不空羂索神変真言経, fukū kenjaku shinpen shingonkyō) | Inconnu                                                                                             | | Époque de Nara, VIIIe siècle                                  | 18 rouleaux manuels | Sanbō-in (三宝院), Kōya, Préfecture de Wakayama |                                                                                                 |
| Traditions monastiques bouddhistes de l'Asie du sud (南海寄帰内法伝, nankai kiki naihōden) vols. 1,2 | Inconnu                                                                                             | Plus ancien manuscrit existant de cette œuvre; transmis au Ishiyama-dera | Époque de Nara, VIIIe siècle                                  | Un rouleau manuel, encre sur papier, vol. 1 : 26,5 × 885 cm, vol. 2 : 26,5 × 1 010 cm | Confié à la bibliothèque de l'Université Tenri (天理大学附属天理図書館, Tenri daigaku fuzoku Tenri toshokan) (conservé par l'Université Tenri), Tenri, Préfecture de Nara |                                                                                                 |
| Sūtra du Lotus sur papier bleu profond (紺紙金字法華経, konshikinji hokekyō) et sūtra de la contemplation Samantabhadra sur papier bleu profond (紺紙金字観普賢経, konshikinji kanfugenkyō)                                                         | Taira no Kiyomori et son jeune frère Yorimori                                                       | Deux premières lignes de chaque volume transcrites par Taira no Kiyomori, lignes suivantes par Yorimori; donc aussi appelé (両筆経, lit. « sutra écrit ensemble ») | Époque de Heian, 1170–1172                                    | Sept rouleaux manuels (Sūtra du Lotus) et un rouleau manuel (sūtra de la contemplation Samantabhadra), lettres d'or sur papier bleu profond | Itsukushima-jinja, Hatsukaichi, Préfecture de Hiroshima |                                                                                                 |
| Manuel d'instruction du sūtra du nirvana (en) (大般涅槃経集解, Daihatsu nehankyō shūge) | Inconnu                                                                                             | Rouleaux 11 à 69 d'un manuscrit de 71 rouleaux; anciennement en possession de Tenkai, transmis au Rinnō-ji | Époque de Nara (43 rouleaux) et Époque de Heian (16 rouleaux) | 59 rouleaux manuels, encre sur papier | Rinnō-ji, Nikkō, Préfecture de Tochigi |                                                                                                 |
| Manuel d'instructions du sūtra du nirvana (大般涅槃経集解, Daihatsu nehankyō shūge) | Inconnu                                                                                             | Centré autour d'une édition de sūtras de 54 rouleaux de l'époque des Tang à laquelle 17 rouleaux ont été ajoutés aux époques de Kamakura et Edo | Époque de Nara – Edo period                                   | 71 rouleaux manuels, encre sur papier | Musée des beaux-arts Hakutsuru, Kobe, Préfecture de Hyōgo |                                                                                                 |
| Écritures bouddhistes complètes en lettres d'or et d'argent (金銀字一切経, kinginji issaikyō) ou sūtras Chūson-ji (中尊寺経, Chūson-ji kyō) | Inconnu                                                                                             | Grande collection de sūtras bouddhistes, de règlements et d'explications de sūtras réunie par Fujiwara no Kiyohira, consacrée à Chūson-ji et plus tard présentée au Kongōbu-ji par Toyotomi Hidetsugu; décorée avec différentes images peintes en or et argent, un ensemble de 15 rouleaux semblables qui faisaient partie de la même collection est resté au Chuson-ji et désigné Trésor national                                                                          | Époque de Heian, février 1117 – mars 1126                     | 4,296 rouleaux manuels, lettres d'or et d'argent sur papier bleu indigo | Kongōbu-ji, Kōya, Préfecture de Wakayama |                                                                                                 |
| Écritures bouddhistes complètes sur papier bleu profond avec lettres dorées (紺紙金字一切経, konshikinji issaikyō) or sūtras Chūson-ji (中尊寺経, Chūson-ji kyō)                                                                                    | Inconnu                                                                                             | Grande collection de sūtras bouddhistes, de règlements et d'explications de sūtras réunie par Fujiwara no Kiyohira; dédiée à Chūson-ji; chaque dernière page de rouleau est ornée d'un dessin à la peinture d'or, 15 rouleaux avec des lettres d'or et d'argent alternées font partie d'un ensemble de 5.300 manuscrits dont la plupart sont maintenant en la possession du Kongōbu-ji et sont désignés trésors nationaux                                                   | Époque de Heian, février 1117 – mars 1126                     | 2.739 rouleaux manuels, dont 15 avec des lettres d'or et d'argent et 2.724 en lettres d'or sur papier bleu indigo | Daichōju-in (大長寿院) (Chūson-ji), Hiraizumi, Préfecture d'Iwate |                                                                                                 |
| Préface au Sūtra du Lotus décorée avec Buddhas (一字一仏法華経序品, ichiji ichibutsu hokekyō johon) | Kūkai                                                                                               | À côté de chaque personnage, image d'un bodhisattva entre les lignes qui aurait été dessinée par Tamayori Gozen (玉依御前), la mère de Kukai | Époque de Heian                                               | Un rouleau manuel, longueur : 21,2 m | Zentsū-ji, Zentsūji, Préfecture de Kagawa |                                                                                                 |
| Caractère en piédestal de lotus Sūtra du Lotus (一字蓮台法華経, ichijirendai hokekyō) ou « Les Encouragements du Bodhisattva Fugen » (普賢勧発品, Fugen kanbotsubon)                                                                                | Inconnu                                                                                             | En dessous de chaque caractère une fleur de lotus est dessinée, assimilant ainsi chaque personnage avec le bodhisattva; pages de garde ornées d'une scène d'intérieur d'un service commémoratif bouddhiste en technique « toit emporté » (吹抜屋台, fukinuki yatai) | Fin de l'époque de Heian                                      | Un rouleau manuel, encre sur papier, décoré avec de la poussière d'or et d'argent et une feuille | Conservé par le musée d'art japonais Yamato Bunkakan, Nara; Propriété de Kintetsu Corporation                                                                             |                                                                                                 |
| Caractère en piédestal de lotus Sūtra du Lotus (一字蓮台法華経, ichijirendai hokekyō) | Inconnu                                                                                             | En dessous de chaque caractère est dessinée une fleur de lotus tout comme les bodhisattvas sont souvent représentés sur un piédestal de lotus, volume 6 disparu | Époque de Heian                                               | Neuf rouleaux manuels, encre sur papier | Ryūkō-ji (龍興寺), Aizumisato, Préfecture de Fukushima |                                                                                                 |
| Sūtra du Lotus (法華経, hokekyō) (sūtra préliminaire (開結共, kaiketsutomo) | Inconnu                                                                                             | | Époque de Heian, XIe siècle                                   | Dix rouleaux manuels, encre sur papier décoratif avec cinq motifs colorés | Sensō-ji, Tokyo |                                                                                                 |
| Sūtra du Lotus (法華経, hokekyō) ou sūtra Kunōji (久能寺経, Kunōjikyō) | Clan Fujiwara                                                                                       | Initialement présenté au Anrakuji-in à l'occasion de l'entrée de l'empereur Toba dans la prêtrise, plus tard transféré au Kunō-ji | Époque de Heian, XIIe siècle                                  | 19 rouleaux manuels,encre sur papier décoré | Tesshū-ji (鉄舟寺), Shizuoka, Préfecture de Shizuoka |                                                                                                 |
| Sūtra du Lotus (法華経, hokekyō) vol. 6 | Inconnu                                                                                             | | Époque de Heian                                               | Un rouleau manuel, encre sur papier coloré | Kongōbu-ji, Kōya, Préfecture de Wakayama |                                                                                                 |
| Sūtra du Lotus (法華経, hokekyō) | Unkei                                                                                               | Partie d'un ensemble de huit rouleaux, le premier rouleau est perdu et le huitième - qui est un trésor national - est entre des mains privées; Unkei est parrainé par une femme du nom de Akomaro (阿古丸) | Époque de Heian, 1183                                         | Six rouleaux manuels, encre sur papier | Shinshōgokuraku-ji, Kyoto |                                                                                                 |
| Sūtra du Lotus (法華経, hokekyō) vol. 8 | Unkei                                                                                               | Partie d'un ensemble de huit rouleaux, le premier rouleau est perdu et les rouleaux 2 to 7 se trouvent au Shinshōgokuraku-ji; Trésor national; comprend un post-scriptum expliquant les circonstances de la transcription du sūtra; Unkei est parrainé par une femme appelée Akomaro (阿古丸) | Époque de Heian, 1183                                         | Un rouleau manuel, encre sur papier | Collection privée, Tokyo |                                                                                                 |
| Sūtra du Lotus (法華経一品経, hokekyō ipponkyō), Sūtra Amitābha (阿弥陀経, amidakyō) et Sūtra du cœur (般若心経, hannyashinkyō) | Inconnu                                                                                             | Également appelé sutras Jikō-ji (慈光寺経, Jikō-ji kyō) | Époque de Kamakura                                            | 33 rouleaux manuels, encre sur papier décoré avec de la poussière d'or et d'argent et une feuille | Jikō-ji (慈光寺), Tokigawa, Préfecture de Saitama |                                                                                                 |
| Sūtra du Lotus (法華経, hokekyō), sūtra de la contemplation Samantabhadra (観普賢経, kanfugenkyō), Sūtra des significations incommensurables (無量義経, muryōgikyō), Sūtra Amitābha (阿弥陀経, amidakyō) et Sūtra du cœur (般若心経, hannyashinkyō) | Inconnu                                                                                             | Également intitulé sūtras Hase-dera (長谷寺経, Hase-dera kyō); pages de garde richement décorées de peintures colorées sur fond d'or avec outremer, vert-de-gris, or et argent et rouge écarlate | Début de l'Époque de Kamakura                                 | 34 rouleaux manuels: 28 sūtras du Lotus, 1 sūtra de la contemplation Samantabhadra, 3 sūtras des significations incommensurables, 1 sūtra Amitābha, 1 sūtra Amitābha, encre sur papier décoré de brumes et de nuages sur une feuille d'or et d'argent, largeur : 28,5 cm | Hase-dera, Sakurai, Préfecture de Nara |                                                                                                 |
| Ratnakuta-sutra (宝積経要品, hōshakukyō yōhon) | Musō Soseki                                                                                         | | Époque Nanboku-chō                                            | Un livre relié, encre sur papier, 31,5 × 10,5 cm | Maeda Ikutokukai, Tokyo |                                                                                                 |
| Sūtra Kegon, lecture et signification de kanji (花厳経音義, kegonkyō ongi) | Inconnu                                                                                             | Collection de mots chinois difficiles à interpréter montrant leur prononciation en japonais et leur signification dans le Man'yōgana; seul manuscrit existant | Époque de Heian, 794                                          | Deux rouleaux manuels, encre sur papier | Agence pour les Affaires culturelles, Tokyo |                                                                                                 |
| Sutra prêché dans la matrice par le bodhisattva (菩薩処胎経, bosatsu shotaikyō) | Inconnu                                                                                             | Sūtra de l'entrée de Bouddha au nirvana; le premier rouleau est une transcription de la fin de l'époque de Heian, le cinquième rouleau est une transcription de l'époque de Nara; les trois autres rouleaux contiennent un post-scriptum de 550 | Dynastie Wei de l'Ouest, 550                                  | Cinq rouleaux manuels, encre sur papier | Chion-in, Kyoto |                                                                                                 |
| 大楼炭経 (Dairōtankyō) vol. 3 | Inconnu                                                                                             | Sūtra sur la présence du paradis sur terre | Dynastie Tang, 673                                            | Un livre relié par fukuro-toji | Chion-in, Kyoto |                                                                                                 |
| Sūtra Konkōmyō Saishōō en caractères minutes (細字金光明最勝王経, saiji konkōmyō saishōōkyō) | Inconnu                                                                                             | 34 caractères par ligne au lieu des 17 habituels | Époque de Nara, 710                                           | Deux rouleaux manuels, encre sur papier | Ryūkō-in (龍光院), Kōya, Préfecture de Wakayama |                                                                                                 |
| 釈摩訶衍論 (Shaku makaenron) | Inconnu                                                                                             | Commentaire sur l'éveil de la foi (大乗起信論, daijō kishinron); un des principaux livres du Bouddhisme Shingon; la partie inférieure de la phrase d'ouverture du premier volume présente des caractères chinois de l'impératrice Wu (en) | Dynastie Tang, 618                                            | Cinq livres reliés, encre sur papier | Ishiyama-dera, Ōtsu, Préfecture de Shiga |                                                                                                 |
| Sūtra du pic du vajra (金剛経, kongōkyō) | Zhang Jizhi (張即之)                                                                                | | Dynastie des Song du Sud, 1253                                | Un livre relié, encre sur papier, 32,2 × 1 781,0 cm | Chishaku-in (智積院), Kyoto |                                                                                                 |
| Biographie du sixième patriarche (六祖恵能伝, rokusoenōden) | Inconnu                                                                                             | Rapporté de Chine par Saichō | Dynastie Tang, 803                                            | Un rouleau manuel, encre sur papier, 26,1 × 38,1 cm | Enryaku-ji, Ōtsu, Préfecture de Shiga |                                                                                                 |
| Sūtra du pic du vajra écrit par Daikaku Zenshi (大覚禅師筆金剛経, Daikaku Zenshi-hitsu kongōkyō) | Lanxi Daolong (大覚禅師, Daikaku Zenshi)                                                            | | Dynastie des Song du Sud, XIIIe siècle                        | Un livre relié | Ryūkō-in (龍光院), Kyoto |                                                                                                 |
| Preface au Sūtra du Lotus (法華経序品, hokekyō johon) ou sūtra Chikubushima (竹生島経, Chikubushimakyō), | Attribué à Minamoto Toshifusa (源俊房) par Shōkadō Shōjō (松花堂昭乗) dans un post-scriptum de 1625 | 28 lignes par page; papier décoré de dessins sous-jacents d'or et d'argent, de papillons, d'oiseaux, de plantes à fleurs, de fleurs bouddhistes imaginaires et de nuages, le chapitre sur les « moyens opportuns » de la même œuvre, situé au Musée national de Tokyo, est désigné Trésor national | Époque de Heian, XIe siècle                                   | Un livre plié en accordéon, encre sur papier décoré, 26,3 × 481,5 cm | Hōgon-ji (宝厳寺), Nagahama, Préfecture de Shiga |                                                                                                 |
| Sūtra des significations incommensurables (無量義経, muryōgikyō) et sūtra de la contemplation Samantabhadra (観普賢経, kanfugenkyō) ou Ornamental sutra (裝飾経)                                                                                    | Inconnu                                                                                             | Passe pour avoir formé un ensemble avec le Sūtra du Lotus | Époque de Heian, XIe siècle                                   | Deux rouleaux manuels, sur chaque, encre sur papier teint en différentes nuances de brun, muryōgikyō: 25,2 × 927,9 cm, kanfugenkyō: 25,4 × 845,8 cm | Musée Nezu, Tokyo |                                                                                                 |

#### Traités, commentaires
Le Bouddhisme de l'époque de Nara est dominé par six sectes contrôlées par l'État. Elles arrivent du continent et sont concentrées autour des anciennes capitales d'Asuka et de Nara. Ces écoles sont généralement de nature académique, étroitement liées à la cour et représentent une doctrine éloignée de la vie quotidienne de la population,. En 804, deux moines japonais, Kūkai et Saichō, se rendent en Chine. À leur retour, ils fondent les écoles Tendai et Shingon respectivement. Contrairement à leurs prédécesseurs, ces deux écoles ésotériques prennent en compte les besoins des gens ordinaires. Bien que leurs origines sont chinoises, elles acquièrent avec le temps des traits locaux japonais,. D'une façon générale, le IXe siècle est une époque où l'apprentissage du chinois prospère au Japon. Les auteurs produisent une grande variété d'ouvrages en langue chinoise, y compris des commentaires et des traités sur beaucoup de sujets différents.
Un certain nombre de nouvelles sectes apparaissent au Japon aux XIIe et XIIIe siècles en réaction naturelle aux enseignements difficiles d'écoles plus anciennes et en partie motivées par la notion de mappō,. Issue du culte d'Amida, l'école Jōdo Shinshū de la Terre Pure est fondée en 1224 par Shinran et attire un public de toutes les classes et professions,. Trois ans plus tard, Dōgen introduit l'école Sōtō du Bouddhisme Zen qui met l'accent sur la méditation et la pratique dharma. La première véritable école japonaise du Bouddhisme remonte à la proclamation de son enseignement par Nichiren en 1253. Le Bouddhisme Nichiren est exceptionnel par son militantisme et son intolérance. Le point central de l'enseignement de Nichiren consiste en la vénération du Sūtra du Lotus,,.
Quatorze traités et commentaires de célèbres moines japonais datant du début de l'époque de Heian à l'époque de Kamakura sont désignés « Trésors Nationaux ». Il s'agit notamment de trois commentaires par Kūkai de deux des principaux mantras (Dainichikyō et Kongōhannyakyō) du Bouddhisme Shingon, d'œuvres de Shinran discutant du Bouddhisme de la Terre Pure, mappō et Amida, d'un manuel sur le zazen « méditation assis » par Dōgen et de deux ouvrages de Nichiren en rapport avec son enseignement.
| Nom | Auteurs             | Remarques | Date                                      | Format                                                                                            | Emplacement actuel                                   | Image |
| --- | ------------------- | --- | ----------------------------------------- | ------------------------------------------------------------------------------------------------- | ---------------------------------------------------- | ----- |
| Trente livrets de sūtras recopiés à la main (三十帖冊子, sanjūjō sasshi) et boîte de sūtras avec motif floral de bon augure et Kalavinkas (宝相華迦陵頻伽蒔絵𡑮冊子箱（𡑮＝土篇に「塞」）, hōsōgekaryōga makie sokusasshi bako). | Kūkai               | Sūtras rapportés par Kūkai de sa visite de 804 à Huiguo en Chine; boîte présentée au Tō-ji par l'empereur Daigo; à l'origine il y avait 38 livres, dont 8 ont été perdus | Époque de Heian, IXe siècle; boîte de 919 | 30 livres reliés et une boîte                                                                     | Ninna-ji, Kyoto                                      |       |
| Enseignements du moine Shunyū (淳祐内供筆聖経, shunyū naiku hitsu shōgyō) ou enseignements parfumés (薫聖経, nioi no shōgyō). | Shunyū/Junyū (淳祐) | | Époque de Heian, Xe siècle                | 60 rouleaux manuels, un livre relié                                                               | Ishiyama-dera, Ōtsu, Préfecture de Shiga             |       |
| Partie du commentaire sur le sūtra Kongōhannyakyō (金剛般若経開題残巻, Kongōhannyakyō kaidai zankan),. | Kūkai               | Partie d'un commentaire qui explique le titre du sūtra du Diamant. Le commentaire complet était à l'origine conservé au Sanbō-in avant d'être coupé en fragments | Époque de Heian, IXe siècle               | Un rouleau manuel, encre sur papier japonais (en), 38 lignes, 28,1 × 131,8 cm                     | Musée national de Nara, Nara, Préfecture de Nara     |       |
| Fragment du commentaire du sūtra Kongōhannyakyō (金剛般若経開題残巻, Kongōhannyakyō kaidai zankan). | Kūkai               | Partie d'un commentaire qui explique le titre du sūtra du Diamant. Le commentaire complet était à l'origine conservé au Sanbō-in avant d'être coupé en fragments. Passe pour être un brouillon | Époque de Heian, IXe siècle               | Un rouleau manuel, encre sur papier, 63 lignes, 27,6 × 202,4 cm                                   | Musée national de Kyoto, Kyoto                       |       |
| Commentaire du sūtra Maha Vairocana (大日経開題, Dainichikyō kaidai) | Kūkai               | | Début de l'époque de Heian                | Un rouleau manuel                                                                                 | Daigo-ji, Kyoto                                      |       |
| 聾瞽指帰 (Rōkoshiiki). | Kūkai               | Étude comparative du Confucianisme, du Taoïsme et du Bouddhisme | Époque de Heian, 794                      | Un rouleau manuel, encre sur papier                                                               | Kongōbu-ji, Kōya, Préfecture de Wakayama             |       |
| L'objet de la dévotion pour l'observation de l'esprit dans la cinquième période de cinq-cents ans (観心本尊抄, Kanjin no Honzon Shō),.                                                                                           | Nichiren            | Explication de l'objet de la dévotion dans l'enseignement de Nichiren et description de la pratique pour atteindre la boddhéité; adressée à Toki Jonin, l'un des disciples de Nichiren | Époque de Kamakura, 8 décembre 1273       | Un livre relié, encre sur papier, 17 pages: pages 1–12 33,0 × 54,2 cm, pages 13–17 30,3 × 45,5 cm | Hokekyō-ji (法華経寺), Ichikawa, Préfecture de Chiba |       |
| Traité pour assurer la paix par la mise en place de l'enseignement correct (立正安国論, Risshō Ankoku Ron) ou « Sur l'établissement de l'enseignement correct pour la paix de la terre »,.                                       | Nichiren            | Dans cet écrit Nichiren vise à clarifier la cause d'un grand nombre de catastrophes naturelles telles que les famines, les inondations, les glissements de terrain et tremblements de terre qui ont troublé le Japon et Kamakura autour des années 1250. Sa conclusion est que les gens doivent adopter l'enseignement correct. Document soumis à Hōjō Tokiyori | Époque de Kamakura, 1260                  | Un rouleau manuel, encre sur papier, 29,3 × 1 598,2 cm                                            | Hokekyō-ji (法華経寺), Ichikawa, Préfecture de Chiba |       |
| Remarques sur les conseils vers la naissance à l'Ouest (西方指南抄, saihō shinanshō) ou « Un enseignement pour la terre de l'Ouest » ou « Collections montrant la voie vers l'Ouest »,.                                          | Shinran             | Compilation des mots sous la forme d'écrits, de lettres et de registres de mots ou d'événements de Hōnen (professeur de Shinran) | Époque de Kamakura, 1256                  | Six livres reliés par fukuro-toji, 28,2 × 18,2 cm                                                 | Senju-ji, Tsu, Préfecture de Mie                     |       |
| Commentaire du sūtra de la contemplation (en) (観無量寿経註, Kanmuryōju-kyō chū). | Shinran             | Avec des annotations entre les lignes et sur la marge | Époque de Kamakura, XIIIe siècle          | Un rouleau, encre sur papier                                                                      | Nishi Hongan-ji, Kyoto                               |       |
| Commentaire du sūtra Amitābha (阿弥陀経註, Amida-kyō chū) | Shinran             | Avec des annotations entre les lignes et sur la marge | Époque de Kamakura, XIIIe siècle          | Un rouleau, encre sur papier                                                                      | Nishi Hongan-ji, Kyoto                               |       |
| Une collection de passages révélant le véritable enseignement, la pratique et la réalisation de la voie de la Terre pure (教行信証, Kyōgyōshinshō (en)), manuscrit Bandō (坂東本).                                               | Shinran             | Série de sélections et commentaires sur des sūtras bouddhistes; brouillon intermédiaire et unique manuscrit existant des Kyōgyōshinshō avec les versions antérieures remontant à 1224 | Époque de Kamakura, 1235                  | Six livres reliés par fukuro-toji                                                                 | Secte Ōtani du Jodo Shinshu, Kyoto                   |       |
| 三帖和讃 (Sanjō Wasan),. | Shinran             | Trois collections d'hymnes louant la vertu du bodhisattva et grand prêtre : Jōdo Wasan (hymnes de la Terre Pure), Kōso Wasan (faisant la louange des sept patriarches) et du Shō-zō Mappō Wasan (décrivant les changements à venir sur la Terre Pure dans le cours des siècles)                                                                                 | Époque de Kamakura, XIIIe siècle          | Trois livres reliés par fukuro-toji                                                               | Senju-ji, Tsu, Préfecture de Mie                     |       |
| Instructions universellement recommandées pour le zazen (普勧坐禅儀, fukan zazengi),. | Dōgen               | Écrit six ans après le retour de Chine de Dōgen | Époque de Kamakura, 1233                  | Un rouleau manuel, encre sur papier, 28,8 × 319,2 cm                                              | Eihei-ji, Eiheiji, Préfecture de Fukui               |       |

### Écrits des moines Zen, bokuseki
Le bokuseki est un type de calligraphie japonaise pratiqué par les moines Zen ou les pratiquants laïques de la méditation Zen,. Caractérisé par des caractères gras écrit librement, le style fait souvent fi des critères et des normes classiques de la calligraphie,. Le pinceau est en mouvement continu sur le papier créant ainsi des lignes richement variées. Contrairement aux autres calligraphies, le bokuseki est considéré comme « art religieux », au titre de manifestation de la compréhension du dharma par l'artiste. De ce point de vue, le sens littéral du mot « bokuseki », traduit par « trace d'encre », indique que la pièce réalisée est considérée comme une trace de l'esprit éclairé,.
Le style bokuseki se développe à partir de la calligraphie de la dynastie Song. Il arrive de Chine au même temps que le Bouddhisme Zen, avec Eisai en 1191. Les œuvres de la fin du XIIe siècle importées de Chine sont très appréciées au Japon; en conséquence, les prêtres japonais commencent à produire leurs propres bokuseki au XIIIe et XIVe siècles. Plus tard, le bokuseki fait partie de la pratique du zen et sert comme aide à la méditation. Ils sont souvent montés sur des kakemonos et exposés dans les temples et les maisons de thé,,. Sen no Rikyū, le maître de la cérémonie du thé, les considère cruciaux pour la cérémonie du thé au sens où ils mettent les participants dans le cadre d'esprit approprié. Le bokuseki gagne en importance par le biais du chanoyu aux époques Muromachi et Momoyama. Daitō Kokushi et Musō Soseki, tous deux de l'école Rinzai du Bouddhisme Zen, sont les plus renommés maîtres du bokuseki de leur temps.
Le style bokuseki est présent dans divers genres zen tels que les sermons bouddhistes ou les conversations sur le dharma (hōgo), les certificats d'illumination (inkajō), les poèmes d'adieu (yuige), les vers gatha (geju) et la poésie (shi), les lettres, les noms et les titres donnés à un moine par son maître (jigo), les sermons d'exhortation (shidōgo), gakuji, les inscriptions sur les peintures zen (san) et les cercles Zen,,. Il y a 23 bokuseki désignés Trésors nationaux de divers types dont des inkajō, des hōgo, des lettres et des yuige. Ils remontent du XIIe au XIVe siècle et sont montés sur rouleaux suspendus.
| Nom | Auteurs                                               | Remarques | Date                                                           | Format                                                                                            | Emplacement actuel                                                                               | Image |
| --- | ----------------------------------------------------- | --- | -------------------------------------------------------------- | ------------------------------------------------------------------------------------------------- | ------------------------------------------------------------------------------------------------ | ----- |
| « Certificat d'achèvement spirituel bouddhiste » (印可状, inkajō). | Yuanwu Keqin                                          | Première moitié d'un certificat d'illumination donnée à Huqiu Shaolong, disciple de Yuanwu, en reconnaissance de sa réalisation spirituelle. Plus ancien document existant écrit par un maître Chan. Également connu sous le nom « Yuanwu flottant » (流れ圜悟, Nagare Engo)                   | Dynastie Song du Nord, 1124                                    | Un rouleau suspendu, encre sur papier, 43,9 × 52,4 cm                                             | Musée national de Tokyo, Tokyo                                                                   |       |
| Enseignement à propos de l'éveil (法語, hōgo). | Xutang Zhiyu (虚堂智愚, Kidō Chigu)                   | Dédié à un brillant praticien zen, peut-être Mushō Jōshō (無象静照) (1234–1306) | Dynastie des Song du Sud, XIIIe siècle                         | Un rouleau suspendu, encre sur papier, 28,5 × 70,0 cm                                             | Musée national de Tokyo, Tokyo                                                                   |       |
| Poèmes dédiés à Muin Genka (与無隠元晦詩, Muin Genkai ni ataerushi). | Feng Zizhen (馮子振, Fū Shishin)                      | Trois poèmes de sept caractères par ligne dédiés au moine japonais Genkai Muin | Dynastie Yuan, XIVe siècle                                     | Un rouleau suspendu, encre sur papier, 32,7 × 102,4 cm                                            | Musée national de Tokyo, Tokyo                                                                   |       |
| Enseignement à propos de l'éveil (法語, hōgo). | Liaoan Qingyu (了菴清欲, Ryōan Seiyoku)               | Note à propos de l'accession à l'éveil. Écrite pour un moine japonais, Teki Zōsu (的蔵主), qui a voyagé à Liaoan Qingyu en Chine | Dynastie Yuan, 1341                                            | Un rouleau suspendu, encre sur papier, 27,9 × 73,9 cm                                             | Musée national de Tokyo, Tokyo                                                                   |       |
| Lettre de Dahui Zonggao (尺牘, sekitoku). | Dahui Zonggao                                         | Lettre de l'exil de Dahui à Meizhou à son ami, le pratiquant laïc Wuxiang | Dynastie des Song du Sud, XIIe siècle                          | Un rouleau suspendu, encre sur papier, 37,9 × 65,5 cm                                             | Musée national de Tokyo, Tokyo                                                                   |       |
| Lettre de Wuzhun Shifan (尺牘, sekitoku). | Wuzhun Shifan                                         | Lettre de remerciement pour la donation d'Enni après la destruction du temple Wanshou lors d'un incendie. | Dynastie des Song du Sud, 1243                                 | Un rouleau suspendu, encre sur papier, 32,1 × 100,6 cm                                            | Musée national de Tokyo, Tokyo                                                                   |       |
| Texte lu à haute voix lors d'une messe bouddhiste pour l'anniversaire de la mort de Bodhidharma (達磨忌拈香語, darumaki renkōgo)                                                 | Xutang Zhiyu (虚堂智愚, Kidō Chigu)                   | | Dynastie des Song du Sud, vers 1265                            | Un rouleau suspendu, encre sur papier                                                             | Daitoku-ji, Kyoto                                                                                |       |
| Verset d'adieu à Betsugen Enshi (別源円旨送別偈, Betsugen Enshi sōbetsu-ge). | Gulin Qingmou (古林清茂, Kurin Seimo)                 | Vérification que Betsugen Enshi a été initié à la pratique ascétique | Dynastie Yuan, 1325                                            | Un rouleau suspendu, encre sur papier, 37,7 × 99,2 cm                                             | Musée Gotoh, Tokyo                                                                               |       |
| Lettre au sujet de la cérémonie d'ouverture de la salle de conférence par Myōsō Saitetsu, le prêtre en chef nouvellement nommé (明叟斉哲開堂諸山疏, Myōsō Saitetsu kaidō shozan) | 竺仙梵僊 (Jikusen Bansen)                             | | Dynastie Song, dynastie Yuan                                   | Deux rouleau suspendus, silk                                                                      | Ryōkō-in (龍光院), Kita-ku, Kyoto                                                                |       |
| 月林道号 (Getsurin Dōgō) | Gulin Qingmou (古林清茂, Kurin Seimo)                 | Document à propos du moine Getsurin Dōgō (1293–1351), élève de Kurin Seimo et fondateur du Chōfuku-ji | Dynastie Yuan, 1327                                            | Un rouleau suspendu                                                                               | Chōfuku-ji (長福寺), Ukyō-ku, Kyoto                                                              |       |
| 画跋 (gabatsu). | Feng Zizhen (馮子振, Fū Shishin)                      | Postface composée sur une peinture appelée « Fleurs et insectes » par Yi Yuanji | Dynastie Yuan, XIVe siècle                                     | Un rouleau suspendu, encre sur papier, 30,0 × 118,4 cm                                            | Tokiwayama Bunko (常盤山文庫), Kamakura, Préfecture de Kanagawa                                  |       |
| Vers de décès (遺偈, yuige) | Qingzhuo Zhengcheng (清拙正澄, Seisetsu Shōchō)       | Écrit par Qingzhuo Zhengcheng, un prêtre de haut rang du Kennin-ji, le jour de sa mort, ce qui se voit au style de l'écriture | Époque Nanboku-chō, 1339                                       | Un rouleau suspendu, encre sur papier, 36,6 × 92,4 cm                                             | Tokiwayama Bunko (常盤山文庫), Kamakura, Préfecture de Kanagawa                                  |       |
| Sermon bouddhiste (法語, hōgo) | Mittan Kanketsu (密庵咸傑)                            | Très apprécié par les maîtres de la cérémonie du thé, un lieu spécial appelé Mittan toko a été conçu pour ce parchemin dans le salon de thé à l'intérieur du shoin du Ryōkō-in | Dynastie des Song du Sud, 1179                                 | Un rouleau suspendu, encre sur papier, 27,3 × 102,1 cm                                            | Ryōkō-in (龍光院), Kita-ku, Kyoto                                                                |       |
| Verset de louange (与長楽寺一翁偈語, ｃｈōrakuji ichiō niatauru no gego). | 無学祖元 (Mugaku Sogen)                               | Présenté à son camarade étudiant, Ichiō Ingō (一翁院豪), par Mugaku Sogen, faisant l'éloge de son éveil; écrit la même année de l'installation de Mugaku Sogen au Japon à la suite de l'invasion de la Chine par les Mongols                                                                   | Dynastie des Song du Sud, Époque de Kamakura, 11 décembre 1279 | Quatre rouleaux suspendus                                                                         | Shōkoku-ji, Kyoto                                                                                |       |
| « Certificat d'achèvement spirituel bouddhiste » pour Enni (円爾印可状, Enni inkajō),.                                                                                           | Wuzhun Shifan                                         | Certificat d'approbation pour le moine japonais Enni (Ben'en) | Dynastie des Song du Sud, 1237                                 | Un rouleau suspendu, encre sur papier                                                             | Tōfuku-ji, Kyoto                                                                                 |       |
| 山門疏 (sanmonso). | Wuzhun Shifan                                         | Texte destiné à être lu à haute voix au moment de la cérémonie du 道場 (dōjō, méditation) | Dynastie des Song du Sud, XIIIe siècle                         | Un rouleau suspendu, encre sur soie, 44,8 × 132,5 cm                                              | Musée Gotoh, Tokyo                                                                               |       |
| Lettre de Dahui Zonggao (尺牘, sekitoku) | Dahui Zonggao                                         | | Dynastie des Song du Sud                                       | Un rouleau suspendu                                                                               | Musée des beaux-arts de Hatakeyama (畠山記念館, hatakeyama kinennkan), Tokyo                     |       |
| Sermon et règlements bouddhistes (法語規則, hōgo kisoku). | Daikaku Zenji (大覚禅師) (Rankei Dōryū/Lanxi Daolong) | Le sermon, adressé aux moines à l'intérieur du temple, met en garde contre la procrastination et appelle à la dévotion à l'étude. Les règlements prévoient des règles strictes pour la vie quotidienne des moines ascétiques, du moment de la toilette à la façon de rouler un écran de bambou | Dynastie des Song du Sud, Époque de Kamakura                   | Deux rouleaux suspendus, encre sur papier, 85,2 × 41,4 cm (sermon) et 85,5 × 40,7 cm (règlements) | Kenchō-ji, Kamakura, Préfecture de Kanagawa, conservé au Musée des trésors nationaux de Kamakura |       |
| « Certificat d'achèvement spirituel bouddhiste » (印可状, inkajō) | Daitō Kokushi (大燈国師)/Shūhō Myōchō (宗峰妙超)      | Certificat pour Kanzan Egen (関山慧玄), élève de Shūhō Myōchō | Époque Nanboku-chō, Époque de Kamakura, 1330                   | Un rouleau suspendu                                                                               | Myōshin-ji, Kyoto                                                                                |       |
| 看読真詮榜 (kantoku shinsenbō) ou 看経榜 (kankinbō). | Daitō Kokushi (大燈国師)/Shūhō Myōchō (宗峰妙超)      | Instructions aux prêtres sur la récitation des sūtras | Époque Nanboku-chō, époque de Kamakura                         | Un rouleau suspendu, encre sur papier                                                             | Shinjuan (真珠庵), Kyoto                                                                         |       |
| 関山 ("Kanzan") (surnom) | Daitō Kokushi (大燈国師)/Shūhō Myōchō (宗峰妙超)      | | Époque Nanboku-chō, époque de Kamakura, 1329                   | Un rouleau suspendu, encre sur papier                                                             | Myōshin-ji, Kyoto                                                                                |       |
| 渓林偈、南獄偈 (Keiringe, Nangakuge) | Daitō Kokushi (大燈国師)/Shūhō Myōchō (宗峰妙超)      | Le Keiringe est un poème sur la grande harmonie de la nature quand Shūhō Myōchō contemple un bosquet à la fin de l'automne; Le Nangakuge est un poème sur la grandeur de mont Heng et l'admiration pour l'empereur de Chine                                                                    | Époque de Kamakura, XIVe siècle                                | Deux rouleaux suspendus                                                                           | Musée d'art de Masaki (正木美術館, Masaki bijutsukan), Tadaoka, Préfecture d'Osaka               |       |
| Sermon pour Sōgo Taishi (与宗悟大姉法語, Sōgo Taishi hōgo) | Daitō Kokushi (大燈国師)/Shūhō Myōchō (宗峰妙超)      | | Époque Nanboku-chō, époque de Kamakura, 13 mai 1330            | Un rouleau suspendu                                                                               | Daisen-in, Kyoto                                                                                 |       |

### Kaishi ou futokorogami
Les kaishi, ou futokorogami, sont des feuilles de papier portées par des personnes de haut rang pliée dans leurs kimonos sur la poitrine,. Ils sont utilisés pour écrire des lettres, ou des tanka; des feuilles similaires sont utilisées durant la cérémonie du thé,. Les papiers se présentent en diverses tailles et couleurs, en fonction du rang et du sexe de ceux qui les utilisent. À la cour, les hommes écrivent sur du papier blanc, tandis que les femmes écrivent sur du papier kaishi rouge. Finalement, le format de papier est standardisé avec des tailles allant de 28 × 36 cm à 36 × 56 cm. Le style de pliage, l'étiquetage et d'autres caractéristiques stylistiques diffèrent d'une école à l'autre. Quatre items des époques de Heian et Kamakura sont désignés Trésors nationaux dans la catégorie kaishi. Ce sont des feuilles simples ou des ensembles de feuilles montées sur rouleaux suspendus ou liées dans un album et contiennent des poésies par les dirigeants japonais et des poètes célèbres.
| Nom | Auteurs                                          | Remarques | Date                     | Format                                                                                          | Emplacement actuel                                                      | Image |
| --- | ------------------------------------------------ | --- | ------------------------ | ----------------------------------------------------------------------------------------------- | ----------------------------------------------------------------------- | ----- |
| Poèmes de Kumano (熊野懐紙, Kumano kaishi).                                                                 | Empereur Go-Toba                                 | Écrit lors d'un pèlerinage à Kumano | Époque de Kamakura, 1200 | Un rouleau suspendu, 31,5 × 48,5 cm                                                             | Nishi Hongan-ji, Kyoto                                                  |       |
| Poèmes de Kumano (熊野懐紙, Kumano kaishi).                                                                 | Empereur Go-Toba, Fujiwara no Ietaka and Jakuren | Écrit lors d'un pèlerinage à Kumano | Époque de Kamakura, 1201 | Trois rouleaux suspendus : 30 × 43,5 cm (Jakuren)                                               | Yōmei Bunko, Kyoto                                                      |       |
| Poèmes sur les chapitres du Sūtra du Lotus (一品経懐紙, Ipponkyō kaishi).                                   | Divers, entre autres Saigyō Hōshi et Jakuren     | Collection de 28 poèmes sur chacun des chapitres du Sūtra du Lotus par autant de fameux poètes et calligraphes de la fin de l'époque de Heian. Le poème de Saigyō est séparé et monté sur un rouleau suspendu.Une peinture d'un érable en automne par Tosa Mitsuoki est ajoutée plus tard et les poèmes sont recueillis dans un album à la même époque | Époque de Kamakura       | Un rouleau suspendu (27,4 × 47,6 cm) et un album (livre relié) de 14 feuilles, encre sur papier | Musée national de Kyoto, Kyoto                                          |       |
| Poèmes de Fujiwara no Sukemasa sur papier kaishi (藤原佐理筆詩懐紙, Fujiwara no Sukemasa hitsu shikaishi),. | Fujiwara no Sukemasa                             | Plus ancien shikaishi existant, poème écrit sur papier kaishi (un papier plié et enfoncé à l'intérieur à l'avant du kimono) | Époque de Heian, 969     | Un rouleau suspendu, encre sur papier, 32,0 × 45,0 cm                                           | Musée de Kagawa (香川県立ミュージアム), Takamatsu, Préfecture de Kagawa |       |

### Albums de calligraphie exemplaire, tekagami
Les collections de calligraphie exemplaire, ou tekagami (lit. « miroir des mains »), sont créées en coupant des pages et des sections de vieux livres et des parchemins de sūtra, des poèmes et des lettres qui sont disposées dans des albums dans un ordre chronologique ou selon le statut social,,. Au début du XVIe siècle, des connaisseurs de calligraphie de la maison Kohitsu pratiquent des activités visant à préserver d'anciennes calligraphies. La production de tekagami semble commencer à l'époque Azuchi Momoyama Ces albums servent de livres de modèles pour la pratique de la calligraphie, l'émulation des styles anciens et comme ouvrages de référence pour l'authentification sur le marché croissant des antiquités. Aujourd'hui, la sélection des calligraphes, et le type de calligraphies dans un tekagami, montrent l'évolution des goûts dans la calligraphie classique de style japonais au cours des années. Quatre tekagami contenant des œuvres du VIIIe siècle (époque de Nara) au XVe siècle (époque de Muromachi), sont désignés Trésors nationaux
| Nom                                                                             | Auteurs | Remarques | Date                                                                   | Format                                                                                              | Emplacement                                    | Image |
| ------------------------------------------------------------------------------- | ------- | --- | ---------------------------------------------------------------------- | --------------------------------------------------------------------------------------------------- | ---------------------------------------------- | ----- |
| Château de pinceau et album d'encre (手鑑 翰墨城, tekagami kanbokujō).          | Divers  | Considéré avec les « Compagnons des temps passés » et l'« Album Moshiogusa de calligraphie exemplaire » comme l'un des trois grands albums de calligraphie exemplaire | De l'époque de Nara à l'époque de Muromachi, VIIIe siècle – XVe siècle | Un album (livre relié) avec 311 segments (154 du côté avers, 157 sur le verso)                      | Musée d'art MOA, Atami, Préfecture de Shizuoka |       |
| Compagnons des temps passés (手鑑 見ぬ世の友, tekagami minu yo no tomo).        | Divers  | Considéré avec le « Kanbokujō » et l'« Album Moshiogusa de calligraphie exemplaire » comme l'un des trois grands albums de calligraphie exemplaire | De l'époque de Nara à époque de Muromachi, VIIIe siècle – XVe siècle   | Un album de 229 segments; 36,0 × 47,5 cm                                                            | Musée d'art Idemitsu, Tokyo                    |       |
| Album Moshiogusa de calligraphie exemplaire (手鑑 藻塩草, tekagami Moshiogusa). | Divers  | Les échantillons sur l'avers sont disposés selon le statut de l'auteur (des empereurs et des princes de la couronne jusqu'aux poètes). Transmis dans la famille Kohitsu au cours de l'époque d'Edo. Considéré avec le « Kanbokujō » et le « Compagnons des temps passés » comme l'un des trois grands albums de calligraphie exemplaire | De l'époque de Nara à l'époque de Muromachi, VIIIe siècle – XVe siècle | One album (bound book) with 242 segments (117 on obverse side, 125 on reverse side), 39,7 × 34,8 cm | Musée national de Kyoto, Kyoto                 |       |
| Grande collection de manuscrits (大手鑑, Ōtekagami).                            | Divers  | Collection de calligraphie, de correspondance impériale et autres œuvres | De l'époque de Nara à l'époque de Muromachi, VIIIe siècle – XVe siècle | Deux albums (livres reliés), premier album avec 139 segments, deuxième album avec 168 segments      | Yōmei Bunko, Kyoto                             |       |

### Ancienne calligraphie, kohitsu
Dans la calligraphie japonaise, le terme Kohitsu (古筆) renvoie à l'origine aux œuvres de calligraphes anciens ou de poètes, sur des rouleaux ou des livres reliés, créés à partir du VIIIe siècle jusqu'au XVe siècle,,. Dans son usage contemporain, ce terme désigne principalement des copies des anthologies de poésie de l'époque de Heian au milieu de l'époque de Kamakura. Comme ils sont conçus comme astucieux objets du quotidien pour la noblesse, en plus d'avoir une belle écriture, l'attention est portée sur le choix du papier (souvent décoré), la reliure, les supports et même les boîtes d'accompagnement,. Stylistiquement, les kohitsu sont rédigés en japonais kana en écriture cursive (sōgana),. À l'époque Azuchi Momoyama et au début de l'époque d'Edo, les kohitsu qui existent encore sont souvent coupés (kohitsu-gire), montés sur kakemono et exposés dans un salon de thé,,. Cinq rouleaux de recueils de poésie kohitsu du milieu de l'époque de Heian sont désignés Trésors Nationaux. Ils sont composés par deux calligraphes : Fujiwara no Yukinari et Ono no Michikaze.
| Nom | Auteurs                           | Remarques | Date                       | Format                                                                                         | Emplacement actuel                                              | Image |
| --- | --------------------------------- | --- | -------------------------- | ---------------------------------------------------------------------------------------------- | --------------------------------------------------------------- | ----- |
| Anthologie poétique de Bai Juyi (白氏詩巻, Hakushi shikan). | Fujiwara no Yukinari              | Recueil de poèmes par le poète chinois Bai Juyi | Époque de Heian            | Un rouleau                                                                                     | Musée d'art de Masaki (正木美術館), Tadaoka, Préfecture d'Osaka |       |
| Anthologie poétique de Bai Juyi (三体白氏詩巻, Santai Hakushi shikan),. | Ono no Michikaze                  | Recueil de poèmes par le poète chinois Bai Juyi écrits en cursive, semi-cursive et style régulieret représentant le style japonais à mi-chemin de son développement | Époque de Heian, Xe siècle | Un rouleau fait de huit feuilles jointes, encre sur papier, 30,6 × 239,6 cm                    | Musée d'art de Masaki (正木美術館), Tadaoka, Préfecture d'Osaka |       |
| Anthologie poétique de Bai Juyi (白氏詩巻, Hakushi shikan). | Fujiwara no Yukinari              | Recueil de huit poèmes du volume 65 de l'anthologie poétique de Bai Juyi. Avec un post-scriptum de Yukinari et un colophon par l'empereur Fushimi | Époque de Heian, 1018      | Un rouleau manuel en neuf feuilles jointes, encre sur papier, 25,4 × 265,2 cm                  | Musée national de Tokyo, Tokyo                                  |       |
| Rouleau de lespedeza d'automne (秋萩帖, Akihagi-jō) et commentaire sur le chapitre consacré à la stratégie militaire du Huainanzi (淮南鴻烈兵略間詁, wainan kōretsu heiryaku kanko) sur le verso. | Prétendument par Ono no Michikaze | Recto : 48 poèmes japonais sur les 1er et 15e feuilles et 12 (copies de) lettres de Wang Xizhi sur les 16e et 20e feuilles, toutes en style simple cursive. Poèmes sur la première feuille de la main d'Ono no Michikaze, ceux sur les autres pages passent pour être de Fujiwara no Yukinari ou peut-être de l'empereur Fushimi Verso : traités philosophique en style régulier couvrant les 2e à la 20e feuilles | Époque de Heian, Xe siècle | Un rouleau manuel fait de vingt feuilles, encre sur papier décoratif (coloré), 24,0 × 842,4 cm | Musée national de Tokyo, Tokyo                                  |       |
| Document attribué à Fujiwara no Yukinari (伝藤原行成筆書巻, den Fujiwara no Yukinari hitsu shokan).                                                                                               | Attribué à Fujiwara no Yukinari   | Le rouleau, également connu comme « Honnōji-gire », est écrit en style japonais et contient des compositions d'Ono no Takamura, de Sugawara no Michizane et de Ki no Haseo (紀長谷雄 () | Époque de Heian            | Un rouleau fait de quatre feuilles de papier, encre sur papier, 29,4 × 188,2 cm                | Honnō-ji, Kyoto                                                 |       |

### Autres
Il y a trois Trésors nationaux écrits qui ne correspondent pas à l'une des catégories ci-dessus, tous originaires de Chine. Deux sont des pièces du VIIe siècle : une copie du Classique des Mille Caractères par Zhi Yong à la fois en écriture formelle et cursive, et une copie de traçage d'une lettre par le célèbre calligraphe chinois Wang Xizhi. Le premier item aurait été importé au Japon par le légendaire érudit Wani des temps anciens. L'un est un ensemble de lettres à grande échelle (2 ou 3 chacun) du XIIIe siècle destiné à être exposées sur les murs ou au-dessus des portes.
| Nom                                                                                          | Auteurs | Remarques | Date                                                                | Format                                                                     | Emplacement actuel                                                  | Image                           |
| -------------------------------------------------------------------------------------------- | --- | --- | ------------------------------------------------------------------- | -------------------------------------------------------------------------- | ------------------------------------------------------------------- | ------------------------------- |
| Classique des Mille Caractères en écriture formelle et cursive (真草千字文, Shinsō senjimon) | Zhi Yong | | Dynastie Tang, VIIe siècle                                          | Un livre relié, 24,5 × 11 cm                                               | Privé, Kyoto                                                        | Quatre lignes de texte chinois. |
| Lettre à Kong (孔侍中帖, kōjichūjō) (Chin.: Kong Shizhong Tie).                              | Inconnu | Copie de traçage d'une lettre de Wang Xizhi. Dans la lettre Wang s'enquiert du bien-être d'un ami                     | Dynastie Tang, durant le règne de l'empereur Tang Taizong (626–649) | Un rouleau suspendu, 24,8 × 41,8 cm                                        | Maeda Ikutokukai, Tokyo                                             |                                 |
| 禅院額字并牌字 (zenin gakuji narabi ni haiji).                                               | Wuzhun Shifan (deux gakuji. et cinq haiji rouleaux) et Chiyō Sokushi, Zhang Jizhi (張即之) (12 gakuji rouleaux) | Wuzhun Shifan envoie ces articles en provenance de Chine à son étudiant Enni lorsque celui-ci est au Jōten-ji, Hakata | Dynastie des Song du Sud, XIIIe siècle                              | 14 禅院額字 (zenin gakuji) et 5 禅院牌字, encre sur papier, 44,8 × 92,3 cm | Tōfuku-ji, Kyoto (partiellement confiée au Musée national de Kyoto) |                                 |